# Les Bois d’Anjou
Les Bois d’Anjou község Franciaország Loire mente régiójában, Maine-et-Loire megyében. Új községként 2016. január 1-jén jött létre Fontaine-Guérin, Brion és Saint-Georges-du-Bois község egyesítésével. A korábbi községek egyesülésekor az új község lélekszáma 2636 fő lett. Lakosainak száma 2531 fő (2022. január 1.).

## Népesség
| Lakosok száma | 2653 | 2629 | 2601 | 2574 | 2543 | 2531 |
|               | 2017 | 2018 | 2019 | 2020 | 2021 | 2022 |